# Piedicorte-di-Gaggio
Piedicorte-di-Gaggio es una comuna  y población de Francia, en la región de Córcega, departamento de Alta Córcega.
Su población en el censo de 1999 era de 127 habitantes, actualmente el dato es desconocido.

## Demografía
| 184 | 194 | 182 | 135 | 129 | 127 |
| Para los censos de 1962 a 1999 la población legal corresponde a la población sin duplicidades (Fuente: INSEE [Consultar]) |     |     |     |     |     |